# Not South Park XXX
Not South Park XXX ist eine US-amerikanische Porno-Parodie der Fernsehserie South Park. Erstmals veröffentlicht wurde sie am 16. April 2013. Im Gegensatz zur animierten Serie wird der Film von Real-Darstellern gespielt.

## Handlung
Die vier Jungs aus South Park Cartman, Stan, Kyle und Kenny machen ihre ersten sexuellen Erfahrungen mit Mädchen und tauschen sich dabei gegenseitig aus.

## Produktion und Veröffentlichung
Der Film wurde von X-Play produziert und von Pulse Distribution vermarktet. Will Ryder schrieb das Drehbuch und führte Regie im Film. Der Drehort war Los Angeles. Der Film wurde auf DVD veröffentlicht.

## Besetzung
| Charakter                | Darsteller     |
| Cartman                  | Anthony Rosano |
| Stan                     | Tommy Pistol   |
| Kyle                     | Dane Cross     |
| Kenny                    | Kevin Wang     |
| schlampige Schülerin     | Katie Summers  |
| Pornstar                 | Hillary Scott  |
| Tramp                    | Liv Aguilera   |
| Fick Schauspielerin      | Allison Moore  |
| Porno Assistent          | Amanda Blow    |
| Arsch-Hure               | Aria Austin    |
| Mr. Mackey               | Kyle Stone     |
| Reporter & Porn Director | Will Ryder     |
| Bartender                | Scott David    |

## Nominierungen
Der Film wurde für sechs AVN Awards, drei XBIZ-Awards und ein XRCO Award nominiert.